# Isola Ramsey

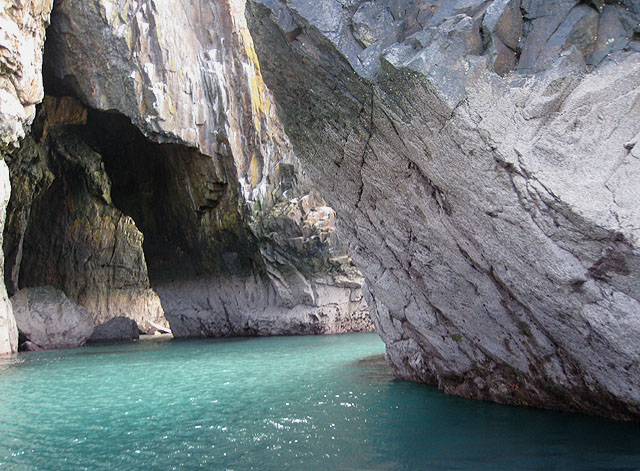
Scogliere dell'isola

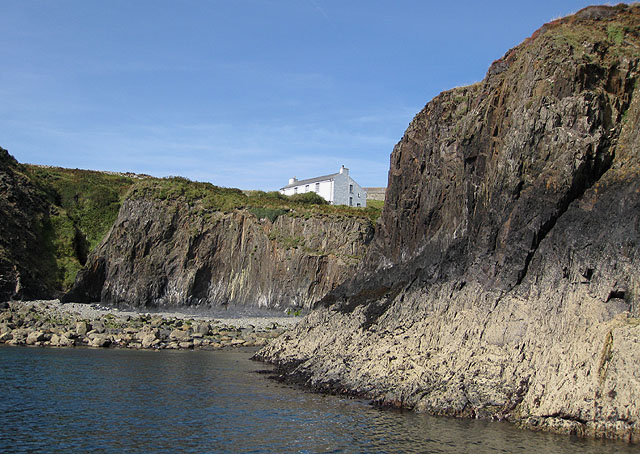
Antica fattoria nell'isola

Ramsey Island ("isola Ramsey"; in gallese: Ynys Dewi, ovvero "Isola di (san) Davide; 2,58 km²) è un'isola sul Mare Celtico (Oceano Atlantico), situata al largo della costa del Pembrokeshire.
L'isola è una riserva naturale della Royal Society for the Protection of Birds (RSPB).

## Geografia

### Collocazione
L'isola si trova al largo di St Justinian e della Whitesands Bay (Pembrokshire settentrionale).
|  |

### Territorio
Il territorio dell'isola si caratterizza da alcune delle più alte scogliere di tutto il Galles, che possono raggiungere l'altezza di 120 metri.
Le vette dell'isola sono Carn Ysgubor e Carn Llundain, dalle quali la vista spazia fino all'isola di Skomer.

## Fauna
L'isola è popolata da uccelli quali gracchi, gazze marine, fulmarus, rissa, oltre che dalle foche grigie.
|  |

## Trasporti
L'isola è raggiungibile in traghetto da St Justinian.